# Rémségek háza (film, 2008)
A Rémségek háza (eredeti cím: Asylum) 2008-ban bemutatott amerikai horrorfilm, melyet David R. Ellis rendezett. A főszerepben Sarah Roemer látható.
Az Amerikai Egyesült Államokban 2008. július 15-én mutatták be. Bár eredetileg mozifilmnek szánták, végül csak közvetlenül DVD-n jelent meg.

## Cselekmény
Egy főiskolás lány felfedezi, hogy kollégiumi szobája egykor egy hírhedt elmegyógyintézetnek adott otthont. Nemsokára feltámad az őrült intézményvezető, dr. Magnus Burke kísértete, aki ugyanúgy kezdi megkínozni és megölni a fiatalokat, mint ahogyan azt 1939-ben is tette mentálisan beteg pácienseivel.

## Szereplők
- Sarah Roemer – Madison
- Carolina Garcia – Maya
- Ellen Hollman – Ivy
- Randall Sims – Rez
- Travis Van Winkle – Tommy
- Jake Muxworthy – Holt
- Cody Kasch – String
- Lin Shaye – String anyja
- Mark Rolston – a doktor
- Joe Inscoe – Mackey
- Ben Daniele – Brandon
- Caroline Kent – Madison gyerekként
- Brantley Pollock – Brandon gyerekként
- Ari Tinnen – Uli
- Crystal McLaurin-Coney – főiskola képviselője

## A film készítése
A forgatás helyszínéül a dél-karolinai Winthrop University szolgált, melynek nevét a filmben megváltoztatták. A forgatás öt és fél héten át zajlott, 10 millió dolláros költségvetésből.
Bár az eredeti tervek szerint mozifilmként mutatták volna be, csak DVD-n került forgalomba.

## Fogadtatás
A film túlnyomórészt negatív kritikákat kapott. Egy kritikában úgy foglalták össze, hogy „kombináld a Ház a Kísértet-hegyen és a Rémálom az Elm utcában filmeket – vond ki belőle az összes jó részt – és megkapod ezt a filmet”.

## Fordítás
- Ez a szócikk részben vagy egészben  az   Asylum (2008 film) című angol Wikipédia-szócikk fordításán alapul.  Az eredeti cikk szerkesztőit annak laptörténete sorolja fel. Ez a jelzés csupán a megfogalmazás eredetét és a szerzői jogokat jelzi, nem szolgál a cikkben szereplő információk forrásmegjelöléseként.